# Fer (langue)
Pour les articles homonymes, voir Fer (homonymie).
Le fer (ou dam fer, fertit) est une langue nilo-saharienne parlée en République centrafricaine.